# Poloniu
Poloniul este elementul chimic cu numărul atomic 84 în tabelul periodic al elementelor. Simbolul chimic este Po. Este un element radioactiv, emițând radiații alfa.
A fost un element important în celebrul experiment al Irenei Joliot-Curie pentru demonstrarea radioactivității artificiale. O foiță de aluminiu expusă la radiație alfa de la poloniu devine un izotop al fosforului cu o masă necunoscută în acele vremuri, și care se dezintegra emițând pozitroni. Marie Curie, mama Irenei Joliot-Curie, este cea care a descoperit poloniul.